# Бернадот, Кристина
Кристина Бернадот (швед. Kristine Bernadotte; урождённая Кристина Ривелсруд, Kristine Rivelsrud; 22 апреля 1932 года ― 4 ноября 2014 года) ― шведская дворянка, принцесса, третья жена и вдова принца Швеции Карла Бернадота, за которым она была замужем с 1978 года и вплоть до его смерти в 2003 году. 

## Биография
Кристина Ривелсруд родилась в Норвегии в 1932 году в семье фермера. В 1961 году принц Карл Бернадот развёлся со своей второй женой, Энн Ларссон. После развода у него начались романтические отношения с Ривелсруд, которая в то время работала в качестве домашней прислуги у племянницы Карла, принцессы Рагнхильды. Будущая пара познакомилась во время одного из визитов принца в дом Рангильды. Принц Бернадот женился на Кристине Ривелсруд в 1978 году. Церемония бракосочетания состоялась в посольстве Швеции в городе Рабат, столицы Марокко. Общих детей у супругов не было. Они оставались женаты вплоть до кончины Карла, которая произошла 27 июня 2003 года. Кристина Бернадот была частой гостьей в семье короля Норвегии Харальда V и королевы Сони и в целом поддерживала тесные отношения с норвежской королевской семьей, с которой состояла в свойстве (сестра Карла Бернадотта, шведская принцесса Марта, была матерью Харальда V).
Принцесса Кристина Бернадот скончалась в своём доме, вилле Козерог, в муниципалитете Бенальмадена, Малага, Испания, 4 ноября 2014 года, в возрасте 82 лет. Её похороны состоялись в королевской часовне в Дротнингхольмском дворце в Стокгольме 15 ноября 2014 года. Траурную церемонию посетили многочисленные представители шведской и норвежской королевской семьи: со стороны Норвегии среди присутствовавших были король Норвегии Харальд V, королева Соня, наследный принц Хокон, кронпринцесса Метте-Марит, принцесса Марта Луиза и её муж Ари Бен; со стороны Швеции ― король Карл XVI Густав,королева Сильвия, кронпринцесса Виктория и принц Даниэль, герцог Вестергётландский. Кристина Бернадот была последней обладательницей бельгийского дворянского титула принца или принцессы Бернадот и была похоронена со своим мужем на Королевском кладбище к северу от Стокгольма.